# فریدون ایزدستا
فریدون ایزدستا (زادهٔ ۱۳۱۹ در تهران) سرهنگ خلبان نیروی هوایی ارتش شاهنشاهی ایران و نیروی هوایی ارتش جمهوری اسلامی ایران، خلبان جنگنده اف_۴ فانتوم و فرمانده پایگاه هوایی بوشهر بود. وی همچنین به عنوان فرمانده و استراتژیست در جنگ ایران و عراق خدمت کرده است.
ایزدستا از طراحان عملیات اچ۳ در این جنگ بود که به همراه بهرام هوشیار رهبری اجرایی عملیات را بر عهده داشتند (فرمانده مقیم در هواپیمای سوخت‌رسان فرماندهی). او در سال ۱۳۳۹-۴۰ به نیروی هوایی شاهنشاهی ایران پیوست و در سال ۱۳۶۲-۶۳ از نیروی هوایی جمهوری اسلامی ایران بازنشسته شد. وی در طول دوران خدمتش، ماموریت‌های متعددی را به عهده گرفت و هزاران ساعت با جنگنده‌های جت، به خصوص اف-۸۶ سابر و اف-۴ پرواز کرد. او به‌دلیل مشکلات جسمی و بیماری با بازنشستگی زود هنگام مواجه و از سال ۱۳۶۵ ساکن آمریکا شد.

## دوران اولیه حرفه
پس از ورود به نیروی هوایی شاهنشاهی ایران و آموختن پرواز با جت‌ها در ایالات متحده، به ایران بازگشت و در پایگاه هوایی وحدتی در دزفول در جنوب غربی کشور خدمت کرد. در آنجا او در خلبانان جنگنده تاکتیکی ۲۰۲ تحت فرماندهی سروان (بعدها سرتیپ) امین منوچهر و با جنگنده جت اف-۸۶ سابر پرواز کرد. او پس از آن به عنوان مربی در مدرسه جدید آموزش جنگنده‌ها در وحدتی مشغول به کار شد. او همچنین به عنوان خلبان و عضو تیم آکروجت تاج طلایی در نیروی هوایی ارتش شاهنشاهی ایران به رهبری سرتیپ (بعدها سپهبد) جهانبانی فعالیت کرد. تا سال ۱۳۴۸ به جنگنده پیشرفته جدید اف-۴ فانتوم به عنوان خلبان و مربی و آموزش دهنده بسیاری از خلبانان ایرانی فانتوم ارتقا یافت. در دوران نیروی هوایی شاهنشاهی، او به مقام‌های متعددی رسید، از جمله فرمانده گروه و فرمانده بال در پایگاه جنگنده تاکتیکی در بوشهر در خلیج فارس. او همچنین چندین دوره آموزش پیشرفته را در ایالات متحده به پایان برد، از جمله مدرسه جنگنده‌های اسلحه در پایگاه هوایی نلیس (معادل تاپ‌گان)، مدرسه افسران گروه (SOS) در پایگاه هوایی ماکسول (دانشگاه هوایی USAF)، و تیراندازی شبانه و سوخت‌گیری هوایی در پایگاه هوایی لوک.

## انقلاب ۱۳۵۷
پس از انقلاب ۱۳۵۷، او در میان بسیاری از افسران نیروی هوایی شاهنشاهی بود که از خدمت اخراج شدند، اما موفق به حمایت برای بازگردانی شد. او به درجه سرتیپ ارتقا یافت و به تهران منتقل شد. در این دوره، او فرمانده بال پایگاه جنگنده تاکتیکی 3 (TFB) در همدان شد و همچنین یک آکادمی خلبانی جدید تاسیس کرد تا آموزش خلبانان در ایران را به عهده بگیرد. 

## جنگ ایران و عراق
وقتی جنگ ایران و عراق در شهریور ۱۳۵۹ شروع شد، او به همراه دوست صمیمی و همکار خود سرتیپ بهرام هوشیار و برخی از افسران با تجربه دیگر توسط فرمانده نیروی هوایی جمهوری اسلامی ایران، سرتیپ جواد فکوری، فراخوانده شد تا یک گروه برنامه‌ریزی مشاوره‌ای تشکیل دهند تا در طراحی و اجرای کمپین هوایی ایران کمک کنند که در نهایت منجر به شکست حمله عراقی‌ها شد. این کمپین شامل عملیات‌های متعددی بود که نیروهای زمینی عراقی را متوقف کرد، نیروهای دریایی و هوایی عراقی را به شدت ضعیف کرد، همچنین صنعت نفت عراق را تحت تأثیر قرار داد. یکی از مهم‌ترین عملیات‌ها که بخشی از آن توسط سرتیپ ایزدستا طراحی و رهبری شد، عملیات اچ۳، یک مجموعه از پایگاه‌های هوایی در غرب عراق نزدیک مرز اردن بود که در آن ده‌ها هواپیمای عراقی و دیگر تجهیزات عراقی نابود شدند.

## پس از جنگ
ایزدستا در سال۱۳۶۳ از نیروی هوایی جمهوری اسلامی ایران بازنشسته شد. او خاطرات خود را در کتاب «جاویدان آسمان» در سال ۲۰۲۲ منتشر کرد. مستندی به نام «فریدون» مبتنی بر این کتاب و در مورد زندگی سرتیپ ایزدنیا در سال ۲۰۲۳ به زبان فارسی و توسط شبکه من‌و‌تو منتشر شد.